# Coimbra grófjainak listája
Coimbra első grófja egy bizonyos Hermenegildo, II. Alfonz asztúriai király gárdájának parancsnoka volt. Mivel a mórok ez idő tájt még stabilan tartották Coimbra környékét, Hermengildo és utódai a címet csak formálisan, tényleges birtok nélkül viselték.
Magát a grófságot először III. (Nagy) Alfonz asztúriai király szervezte meg 878-ban a portói grófságtól délre elfoglalt területeken; addig „Coimbra grófja” afféle címzetes rang volt. Mindenesetre 871-ben, amikor az asztúriaiak elfoglalták a Douro és a Mondego folyók közét, a győztes hadakat Hermenegildo Mendes, Coimbra grófja vezette.
A mórok 981-ben visszafoglalták a területet; uralmuk alatt a grófi cím tovább öröklődött, de csak formálisan, tényleges hatalom nélkül.
A második grófságot 1064-ben I. (Nagy) Ferdinánd, Kasztília és León királya hozta létre. Coimbra 8. grófjává az ostromot vezető hadvezérét, Sisnando Davidest (1064–1091) tette.
1093-ban Burgundi Henrik bekebelezte Coimbrát a második portugál grófságba.

## Coimbra címzetes grófjai a mór uralom alatt
1. Hermenegildo (* 778, †842)
2. Guterre (* 810, gróf 842–876? 878?)

## Coimbra grófjai az első grófság idején (878–981)
3. Mendo (878–912?) Hermenegildo Guterres (avagy Mendo Guterres)
4. Aires (912?–928) Aires Mendes, Mendo Guterres fia
5. Gonçalo (928–981) Gonçalo Moniz, Aires Mendes unokája
(mór megszállás)

## Coimbra grófjai a második grófság idején (1064–1093)
8. Sisnando (1064–1092) Sisnando Davides (Sesnando Davides)
9. Martín (1092–1093) Martín Muñoz, Sisnando Davides fia

## Portugália részeként
10. Az államiságát vesztett terület grófjává Burgundi Henrik fiát, a trónörökös Afonsót tette